# Bitwa pod Mieczownicą
Bitwa pod Mieczownicą – jedna z bitew powstania styczniowego stoczona 2 marca 1863 roku pod Mieczownicą.

## Historia

### Przed bitwą
28 lutego 1863 oddział składający się z 60 uczniów gimnazjum trzemeszeńskiego wyruszył do powstania styczniowego. Grupa ta połączyła się z oddziałem dowodzonym przez Antoniego Rajmunda Garczyńskiego. Oddział ten liczył od około 400 do 600 powstańców z Wielkiego Księstwa Poznańskiego. W nocy z 28 lutego na 1 marca Garczyński przeszedł granicę Królestwa Polskiego pod Radlewem w powiecie wrzesińskim, aby dołączyć do oddziału Kazimierza Mielęckiego przebywającego w Bieniszewie.
Dowództwo nad połączonymi oddziałami miał sprawować Kazimierz Mielęcki, lecz z powodu kłótni z Garczyńskim oddział Garczyńskiego opuścił nocą obóz w Bieniszewie i wyruszył w stronę granicy pruskiej. Rankiem, kiedy Mielęcki zorientował się w zaistniałej sytuacji, natychmiast ruszył w ślad za oddziałem Garczyńskiego.
Pod Dobrosołowem Mielęcki natknął się na wojska rosyjskie; zaczęła się walka. W tym samym czasie Garczyński znajdował się kilka kilometrów za Dobrosołowem, oddzielonym od zachodniej strony stawami i błotami. Pomimo wsparcia Garczyńskiego, Mielęcki pod naporem Rosjan musiał, ze swoim oddziałem, wycofać się do Mieczownicy w kierunku granicy pruskiej.

### Bitwa

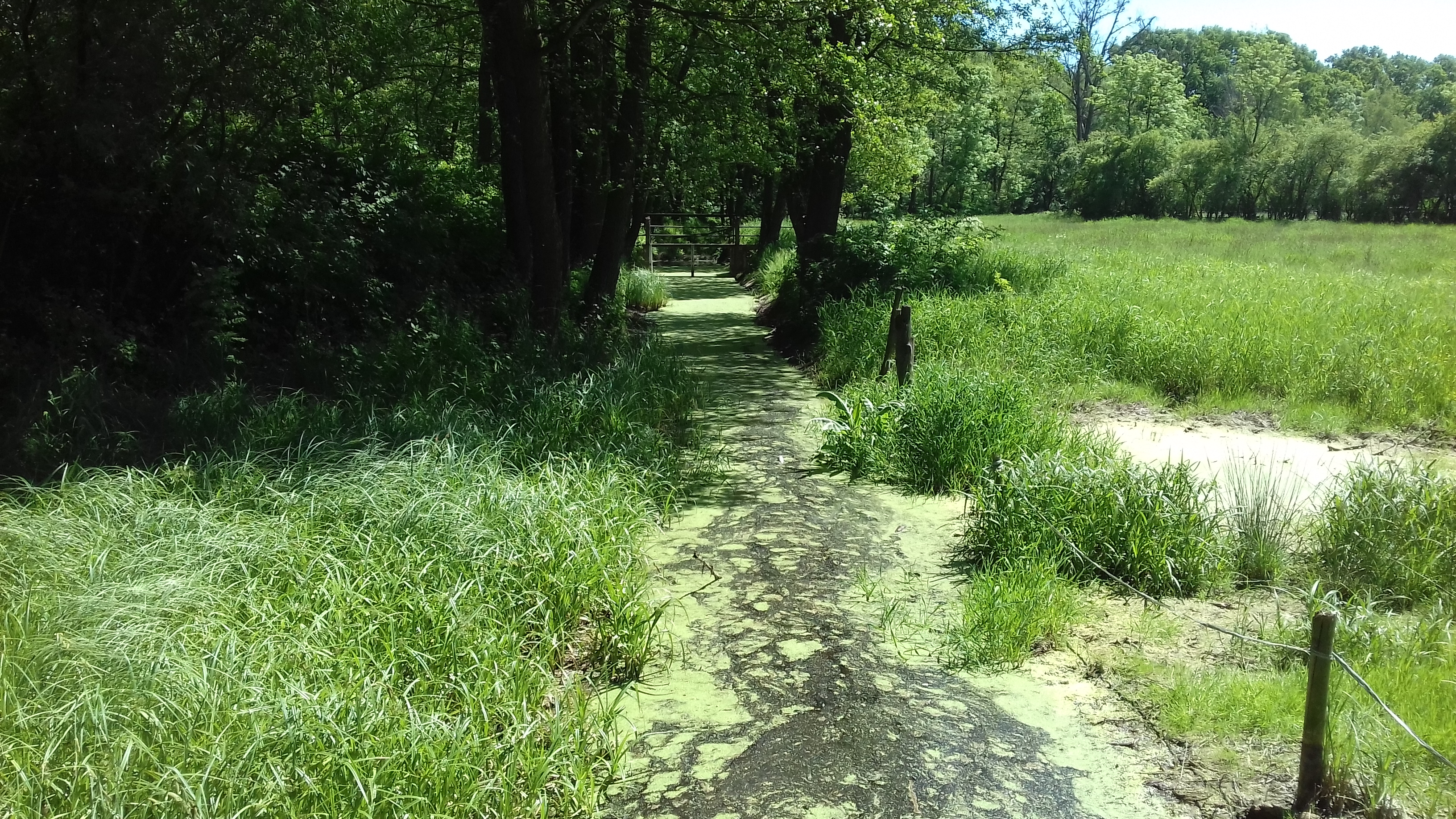
Bagnista dolina rzeki Meszny w Mieczownicy

Do głównego starcia pod Mieczownicą doszło około godziny 14:00. Według miejscowych przekazów polska jazda została całkowicie rozbita na terenie parku mieczownickiego przez ścigających ich od Dobrosołowa Rosjan. Tylko nielicznym kawalerzystom udało się przeżyć atak huzarów i Kozaków. Ponadto kilku powstańców miało utonąć w pobliskich bagnach. Aby uniemożliwić odcięcie wycofujących się sił powstańczych wytypowano oddział złożony z 28 strzelców, pod dowództwem Nepomucena Marczyńskiego (lub Matczyńskiego). Oddział początkowo był wspierany przez kilkudziesięciu strzelców z grupy Mielęckiego wycofujących się ku granicy. Powstańcy na cmentarzu w Kochowie walczyli ze znacznie liczniejszym oddziałem Rosjan. Zdołali zatrzymać dragonów rosyjskich, którzy wdali się z nimi w zaciętą walkę. Atak odpierany był przez kilka godzin. W krwawej walce zginęli prawie wszyscy Polacy, oprócz jednego strzelca z 28-osobowego oddziału. Był nim uczeń gimnazjum trzemeszeńskiego – Klemens Wiśniewski. Uciekający oddział powstańczy kolumna kawalerii rosyjskiej zaszła z lewej strony i odcięła kilkudziesięciu uczniów gimnazjum trzemeszeńskiego, których wycięła. Dzięki bohaterskiemu poświęceniu 28-osobowego oddziału pozostali powstańcy zdołali się jednak wycofać do granicy pruskiej. Po przekroczeniu granicy duża część Polaków została aresztowana i rozbrojona przez Prusaków, a następnie odesłana do Witkowa. Pozostała grupa uciekinierów, którą tworzyli ranni żołnierze, znalazła schronienie w lazarecie urządzonym przez dziedzica Ignacego Gutowskiego w Ruchocinie.
Kazimierz Mielęcki zarzucił Antoniemu Garczyńskiemu zdradę. Klęska spowodowana lekkomyślnością i niesubordynacją Garczyńskiego odbiła się szerokim echem w całym Wielkim Księstwie Poznańskim.

### Straty
W bitwie pod Mieczownicą zginęło od 30 do 80 powstańców, w tym 11 gimnazjalistów trzemeszeńskich: Józef Eitner, Roman Kentzer, Władysław Koszczyński, Kazimierz Różnowicz, Władysław Sąchocki, Edward Kozielski, Bolesław Pławiński, Józef Nawrocki, Walenty Paulus, Jagła i Krąkowski (ich imiona nie zostały ustalone). Innymi powstańcami, znanymi z imienia i nazwiska, byli m.in.: Józef Poniński z Komornik i Stanisław Starczewski ze Świnic. Zabitych powstańców pochowano w Mieczownicy. 
Rosjanie przyznali się tylko do 12 rannych. 

## Badania archeologiczne
W latach 2019 i 2020 grupa badaczy z Muzeum Okręgowego w Koninie i stowarzyszenia Wielkopolskie Forum Eksploracyjno-Historyczne przeszukała 14 hektarów ziemi znajdującej się w większości w obecnych granicach administracyjnych Kochowa. Odnaleziono kilka pocisków i kul z 1863 roku. 

## Pamięć o powstańcach

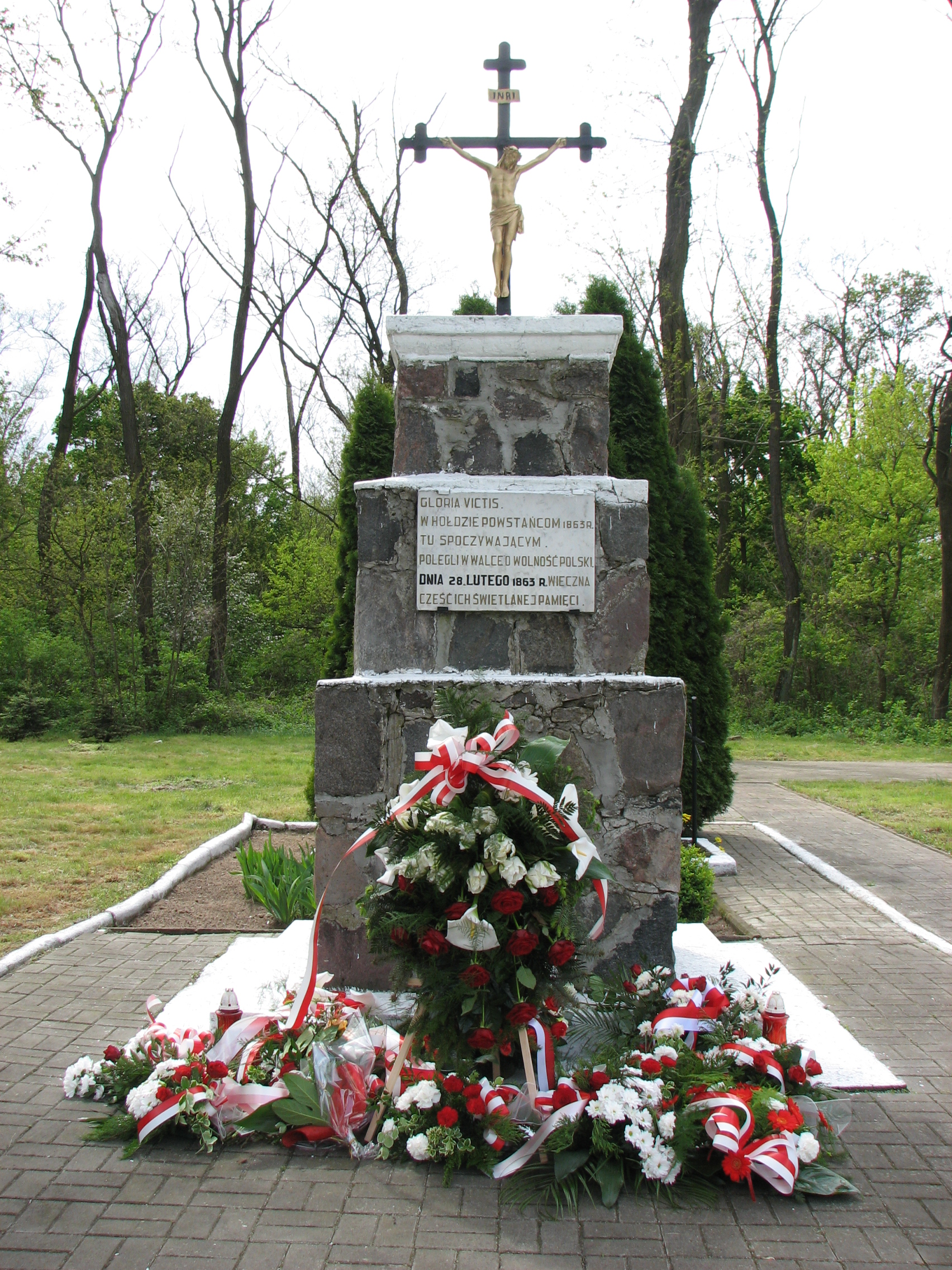
Pomnik powstańców styczniowych poległych w bitwie pod Mieczownicą

Bitwę pod Mieczownicą i poległych w niej powstańców upamiętnia pomnik znajdujący się w Mieczownicy. Pomnik powstał z inicjatywy dziedzica majątku Mieczownica Leopolda Chrzanowskiego w 1865 roku. W czasie II Wojny Światowej został zburzony przez Niemców. W 1953 roku pomnik został odbudowany z inicjatywy Zygmunta Kwarczyńskiego. Władze gminy Ostrowite oraz parafia rzymskokatolicka w Giewartowie od 1993 roku organizują co roku w dniu 3 maja w święto uchwalenia Konstytucji uroczystości pod pomnikiem poległych gimnazjalistów w powstaniu styczniowym. Na tę uroczystość zapraszani są przedstawiciele Gimnazjum i Liceum w Trzemesznie.
W 2023 roku wydany został tomik wierszy Tomasza Jankowskiego pt. „W krwawym polu srebrne ptaszę”. Autor opisał w nim m.in. dzieje powstania styczniowego na Ziemi Konińskiej. Jeden z wierszy, o nazwie: „Pod Mieczownicą – 2.03.1863 r.”, poświęcił bitwie pod Mieczownicą.